# John Tyler
John Tyler (Greenway, 29 marzo 1790 – Richmond, 18 gennaio 1862) è stato un politico statunitense.
È stato il 10º Presidente degli Stati Uniti d'America, ma concluse la sua vita politica nel Congresso provvisorio confederato.

## Biografia

### I primi passi in politica
John Tyler era il sesto di otto figli di John Tyler Senior, governatore della Virginia dal 1808 al 1811, e di sua moglie Mary Armistead. Fin da giovane studiò legge al William and Mary College di Williamsburg, in Virginia, dove si laureò nel 1807, abilitandosi alla professione d'avvocato due anni dopo. Durante il periodo universitario conobbe Letitia Tyler, figlia del colonnello Robert Christian, che sposò il 29 marzo 1813, giorno del suo ventitreesimo compleanno. La coppia avrebbe avuto sette figli, due maschi e cinque femmine.
Ben presto il giovane avvocato si diede alla carriera politica, candidandosi nel 1811 per i Repubblicani-Democratici (partito nel quale militava anche il padre) per la Camera dei delegati della Virginia, rimanendovi fino al 1816, quando Tyler venne eletto rappresentante della Virginia alla Camera dei rappresentanti degli Stati Uniti d'America, divenendo un fervido sostenitore delle teorie politiche di Thomas Jefferson.
Dopo la fine del suo mandato nel 1821, si ricandidò per la Camera dei delegati della Virginia (1823-1825), per poi essere eletto, il 10 dicembre 1825, governatore dello Stato, carica che aveva ricoperto il padre anni prima. Rimase in carica per un biennio, finché nel 1827 successe al senatore Randolph sul suo seggio al Senato federale. In questo periodo il senatore Tyler, sebbene fedele alle idee di Jefferson, non accettò mai la disciplina di partito e mostrò una grande indipendenza, come quando il 2 aprile 1833 fu l'unico in Senato a votare contro il provvedimento doganale voluto dal presidente Andrew Jackson (noto come "force bill") durante la cosiddetta "crisi della nullificazione".
Poco tempo dopo, Tyler abbandonò i Democratici e aderì al partito Whig. Per la sua provenienza dal Sud, il partito lo scelse come candidato vicepresidente per le elezioni presidenziali del 1840, essendo il candidato alla presidenza, William Henry Harrison, del Nord. Harrison vinse le elezioni e Tyler divenne vicepresidente.

### La presidenza

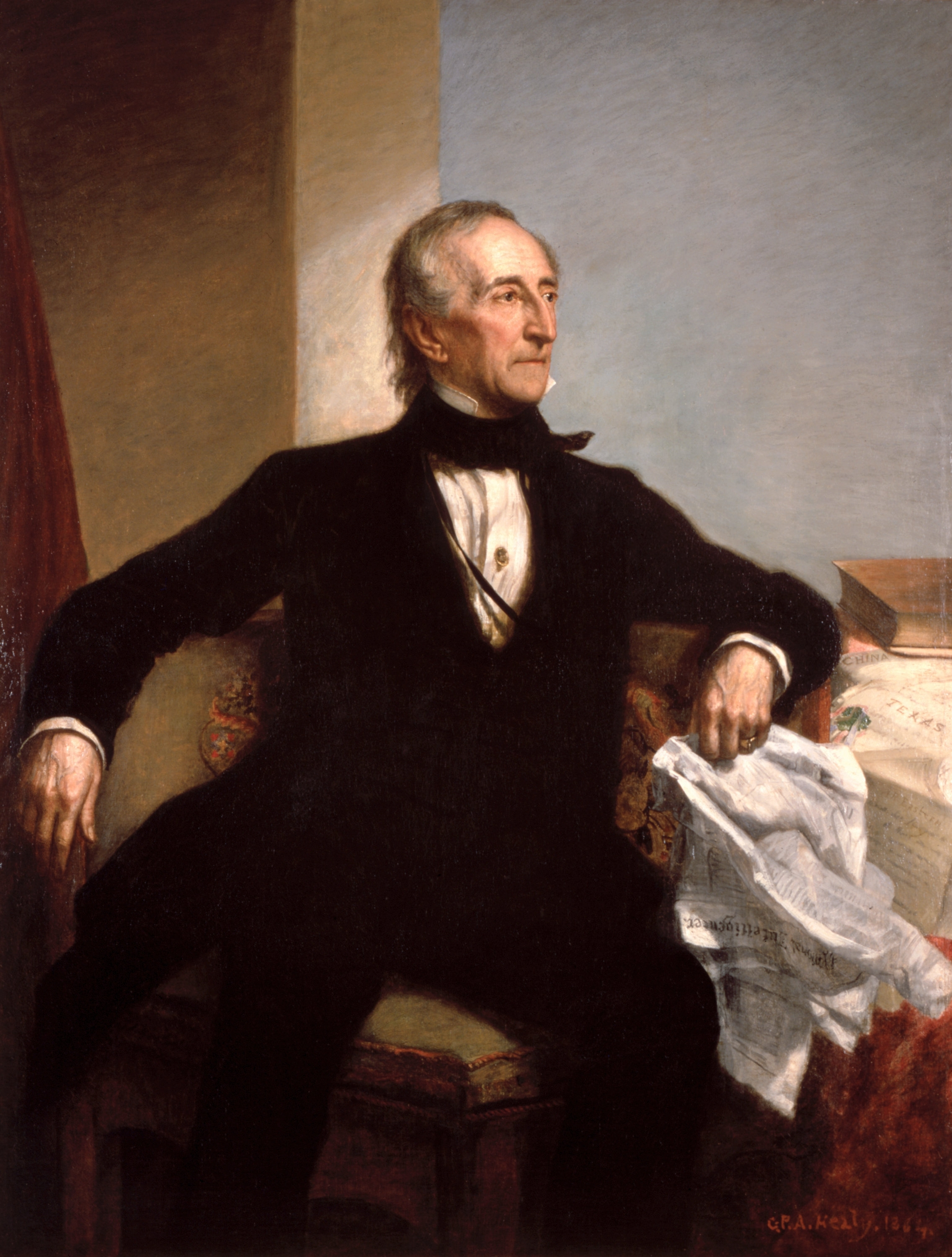
Ritratto di John Tyler

Eletto 10º vicepresidente solo da un mese, si ritrovò alla più alta carica il 4 aprile 1841, in seguito alla morte del presidente Harrison, ammalatosi di polmonite.
Era la prima volta nella storia degli Stati Uniti che veniva applicata la norma costituzionale per cui il vicepresidente succede al presidente nel caso questi sia impossibilitato a svolgere le sue funzioni, o muoia prima della scadenza del suo mandato. Molti ritenevano che questa successione dovesse essere provvisoria, e bisognasse indire nuove elezioni al più presto, però Tyler resistette e assunse i poteri da presidente a tutti gli effetti. Stabilì con questo un precedente, seguito in altri casi nella storia degli Stati Uniti fino a essere codificato nel XXV emendamento nel 1967.

La successione di Tyler fu piuttosto travagliata, infatti si mostrò subito molto indipendente rispetto al Partito Whig, per il quale era stato eletto e che deteneva la maggioranza al Congresso. Lo dimostrò quando pose il veto a una legge sulla tassazione fortemente voluta dalla maggioranza dei Whig, fatto che causò le dimissioni di massa di tutti i suoi ministri, eccetto il segretario di Stato Daniel Webster. Pur osteggiato per la sua indipendenza, infatti né i Democratici né i Whig lo consideravano dei loro, Tyler portò a termine importanti iniziative durante la sua presidenza; nel 1842 portò a termine con il Regno Unito il trattato Webster-Ashburton, concluso dal suo segretario di Stato con l'inviato britannico Alexander Baring, barone Ashburton, che definiva i confini meridionali tra Canada e Stati Uniti.

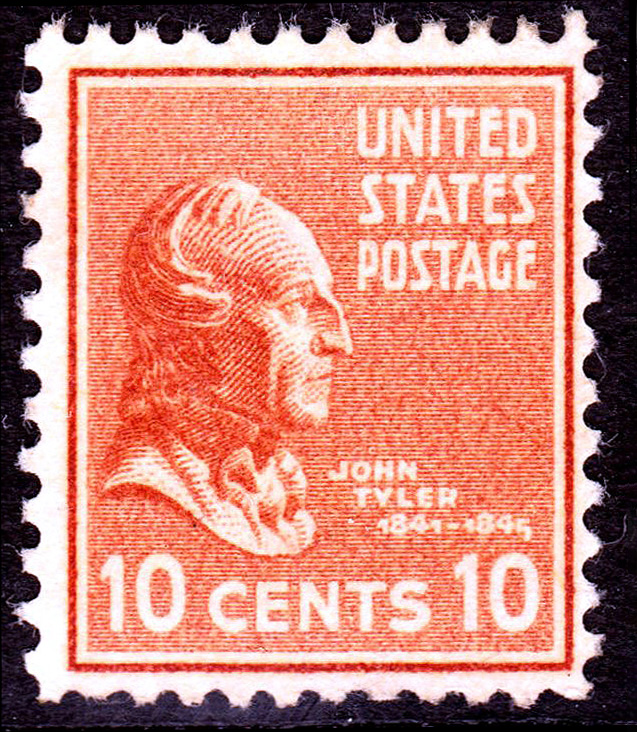
Francobollo da dieci centesimi raffigurante il Presidente John Tyler, 1939

Durante la sua presidenza venne inaugurata, il 24 maggio 1844, la prima linea telegrafica che collegava Washington a Baltimora, e venne inviato il primo messaggio in codice Morse: What hath God wrought. Nella vita privata, da presidente Tyler rimase vedovo di Letitia, morta il 10 settembre 1842 dopo una paralisi; pochi mesi dopo, durante un ricevimento alla Casa Bianca, il presidente incontrò la ventiquattrenne Julia Gardiner, figlia di un senatore dello Stato di New York: avevano 30 anni di differenza. Si sposarono il 26 giugno 1844 in una cerimonia strettamente privata. Julia Tyler divenne molto popolare e fu riconosciuta come la prima vera "First Lady" della storia degli Stati Uniti. Da lei Tyler ebbe altri sette figli, cinque maschi e due femmine, dopo i precedenti sette (due maschi e cinque femmine).
Tyler si spese molto, come presidente, per favorire l'annessione del Texas. Questa fu ratificata l'ultimo giorno prima della scadenza della sua presidenza. Poiché era uno Stato schiavista, tale ingresso provocò una forte instabilità politica, che portò a contrasti tra schiavisti e abolizionisti che si sarebbero protratti a lungo. In vista delle nuove elezioni presidenziali, Tyler affrontava una situazione inedita: considerato un estraneo sia dai Democratici sia dai Whig a causa dell'annessione del Texas, non ottenne l'appoggio di nessun partito per la nominazione, sebbene nel maggio del 1844 una convention di suoi sostenitori a Baltimora lo avesse scelto come candidato; alla fine si ritirò dalla campagna elettorale appoggiando il candidato del Partito Democratico per le elezioni presidenziali del 1844, James Knox Polk.
Polk vinse le elezioni del novembre del 1844, succedendo a Tyler il 4 marzo 1845. L'ex presidente, scaduto il mandato, avrebbe tuttavia proseguito il suo impegno politico a livello del suo Stato, la Virginia.

### Gli ultimi anni
Alla vigilia della guerra di secessione americana Tyler presentò le richieste della Virginia al governo. La missione fallì, ma egli si dichiarò favorevole alla secessione, e fu eletto deputato al Congresso confederato. Morì però prima dell'inaugurazione dello stesso, il 18 gennaio 1862, a Richmond in Virginia. Venne sepolto nella medesima cittadina presso l'Hollywood Cemetery.

## Vita privata

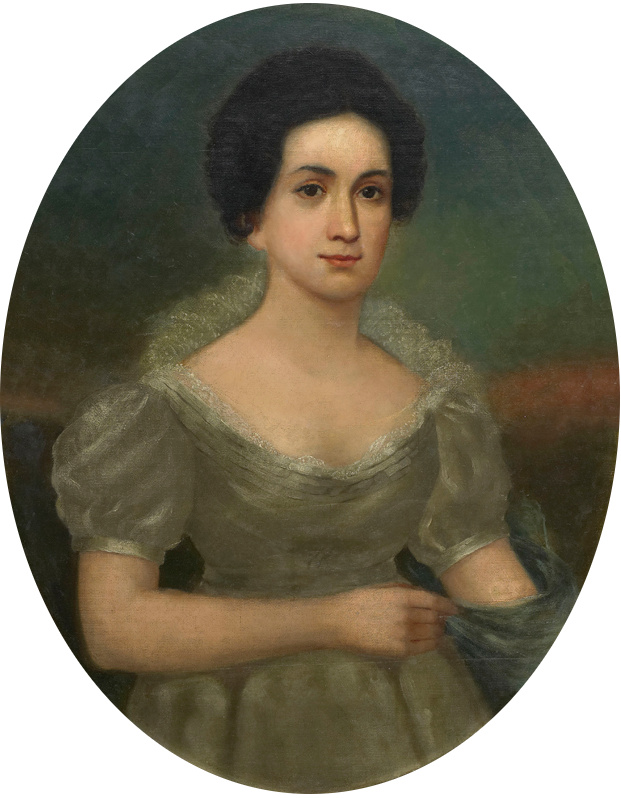
Un ritratto della prima moglie di Tyler, Letitia Christian Tyler

Tyler ebbe più figli di qualsiasi altro presidente statunitense. Dal primo matrimonio con Letitia Tyler (1790-1842) ebbe ben otto figli.

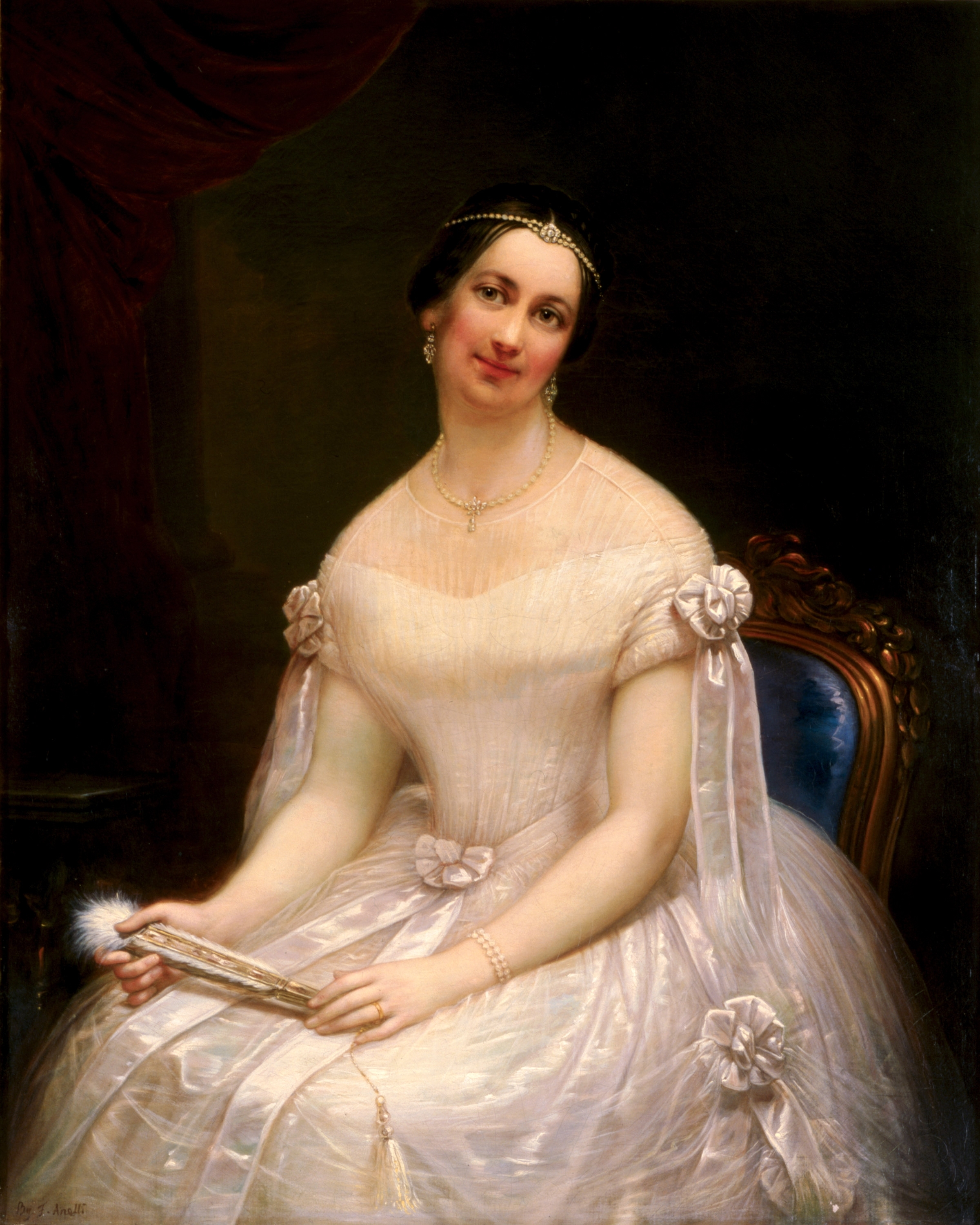
Un ritratto della seconda moglie di Tyler, Julia Gardiner Tyler

Nel settembre 1842 Letitia morì per un ictus (divenendo la prima First Lady a morire durante la sua permanenza alla Casa Bianca). Il 26 giugno 1844 Tyler si risposò con Julia Gardiner (1820-1889), con cui ebbe altri sette figli.

## Curiosità
John Tyler fino al 2025 aveva ancora un nipote in vita, visto che il suo tredicesimo figlio Lyon Tyler ha avuto un figlio nel 1928 all'età di 75 anni di nome Harrison Ruffin Tyler.